# ماتئو پیاسنتینی
ماتئو پیاسنتینی (انگلیسی: Matteo Piacentini؛ زادهٔ ۲۰ آوریل ۱۹۹۹) بازیکن فوتبال است.